# From tha Chuuuch to da Palace
From tha Chuuuch to da Palace è un brano musicale di Snoop Dogg, presente nel suo sesto album Paid tha Cost to Be da Bo$$, ed estratta come singolo.
La canzone è stata prodotta, e figura la partecipazione di Pharrell Williams. La canzone contiene elementi ricantati del brano Contagious di R. Kelly, Ron Isley e Chante Moore. Il testo stesso è anche un riferimento a Ron Isley.
Il video del brano è stato diretto da Diane Martel ed include apparizioni cameo di Tony Cox, Tommy Davidson, Lauren London e dei rapper, Soopafly, Goldie Loc, Uncle Junebug, Daz Dillinger e Warren G. Tuttavia nel video non compare affatto Pharrell.
La canzone è stata utilizzata nella colonna sonora del film 50 volte il primo bacio.

## Tracce
CD Single
1. From tha Chuuuch to da Palace (Radio Edit) - 3:51
2. From tha Chuuuch to da Palace (Instrumental) - 4:33

12" Vinile
1. From tha Chuuuch to da Palace (Radio Edit) - 3:51
2. From tha Chuuuch to da Palace (Instrumental) - 4:33
3. From tha Chuuuch to da Palace (Album Version) - 4:40
4. Paper'd Up (Clean Album Version) - 4:25
5. Paper'd Up (Instrumental) - 4:25

## Classifiche
| Chart (2002)                     | Peak Position |
| -------------------------------- | ------------- |
| U.S. Billboard Hot 100           | 77            |
| U.S. Hot R&B/Hip-Hop Songs       | 23            |
| U.S. Hot Rap Tracks              | 16            |
| Rhythmic Top 40                  | 27            |
| UK Top 75 Singles                | 27            |
| UK Top 40 R&B                    | 8             |
| Germania                         | 75            |
| Radio+Records Airplay - Rhythmic | 23            |
| Radio+Records Airplay - Urban    | 27            |
| Giappone                         | 57            |
| Paesi Bassi                      | 97            |
| Danimarca                        | 19            |